# 薩繆爾要塞

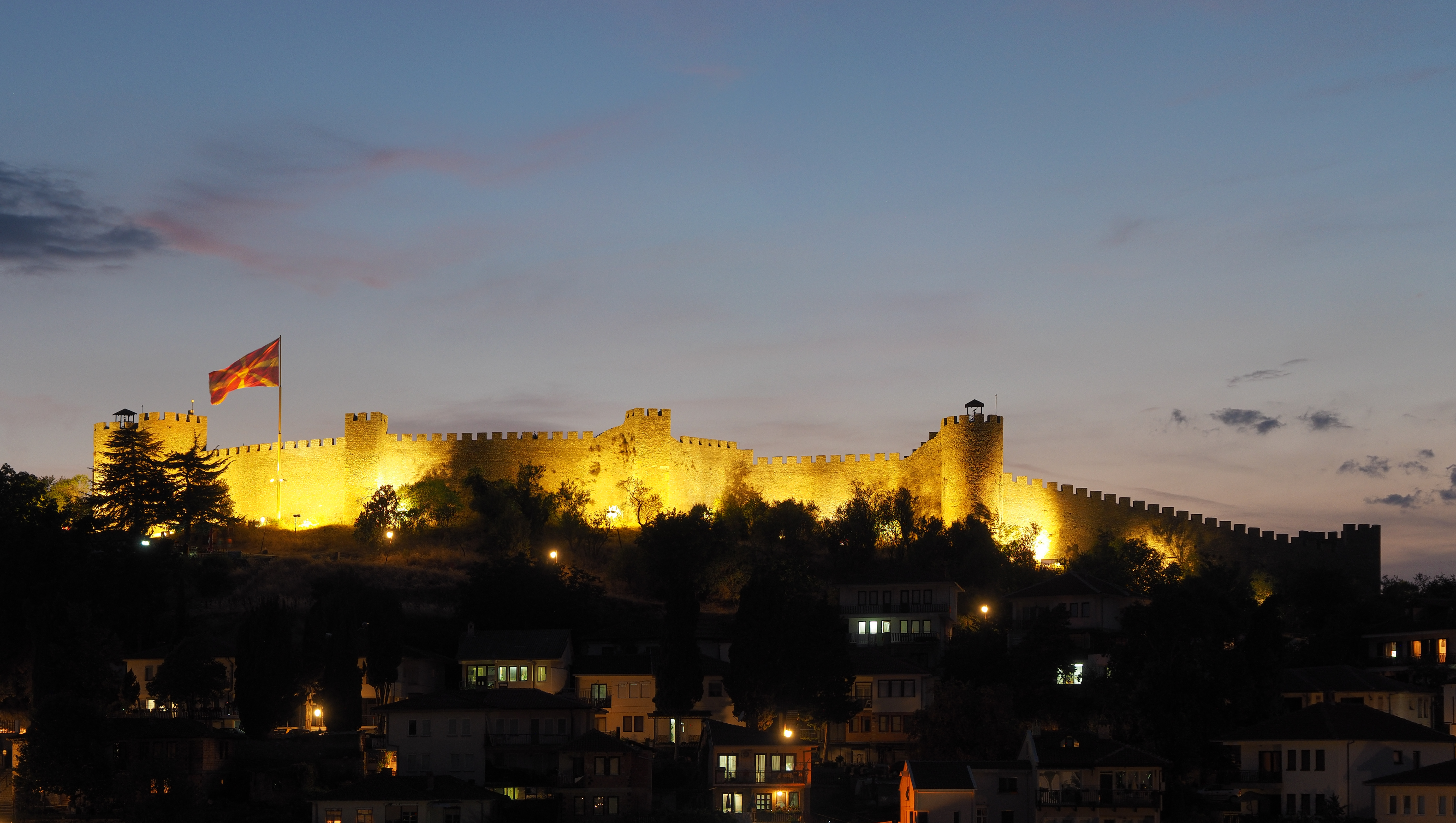

薩繆爾要塞是位於馬其頓共和國奧赫里德的一座要塞。薩繆爾要塞曾是保加利亞第一帝國的首都。